# Dušan Mihajlović
Dušan Mihajlović, cyr. Душан Михајловић (ur. 27 września 1948 w Valjevie) – serbski polityk i prawnik, w latach 2001–2004 wicepremier i minister spraw wewnętrznych.

## Życiorys
Ukończył studia prawnicze na Wydziale Prawa Uniwersytetu w Belgradzie. Pracował w administracji lokalnej, w tym jako zastępca naczelnika i naczelnik komitetu wykonawczego. Od 1986 był burmistrzem Valjeva. Na początku lat 90. na bazie struktur młodzieżowej organizacji socjalistycznej powołał partię Nowa Demokracja, zajął się również prowadzeniem działalności gospodarczej. Jego ugrupowanie współtworzyło opozycyjną koalicję DEPOS, jednak w 1994 dołączyło do rządu kontrolowanego przez Socjalistyczną Partię Serbii. Dušan Mihajlović od 1992 do 1996 był członkiem parlamentu Federacyjnej Republiki Jugosławii. Pod koniec lat 90. jego ugrupowanie opuściło rząd, Dušan Mihajlović przyłączył się do Demokratycznej Opozycji Serbii. Od 25 stycznia 2001 do 3 marca 2004 sprawował urząd wicepremiera i ministra spraw wewnętrznych w gabinecie Zorana Đinđicia oraz Zorana Živkovicia. Przemianował Nową Demokrację na partię Liberałowie Serbii. Po wyborczej porażce w 2003 i odejściu z rządu wycofał się z działalności politycznej.